# Johann Adam Groß der Ältere
Johann Adam Groß der Ältere (* 11. Dezember 1697 in Winnenden; † 2. Oktober 1757 in Königsbronn) war wie später Johann Adam Groß der Jüngere herzoglicher Architekt und Landbaumeister unter Carl Eugen von Württemberg. Er hat zahlreiche Bauwerke in Württemberg errichtet, u. a. im Jahr 1748 die evangelische Michaelskirche Mönchberg (Herrenberg) und ab 1750 mit seinen Planungen die heutige Altstadt in Nürtingen geprägt.

## Bauten und Entwürfe
- um 1730: „Storchenhaus“ an der Marktstraße 24 in Winnenden für Johann Hauber[1][2]
- 1735: Die Neumühle in Winnenden-Birkmannsweiler wurde für den Witwer und Müller Johann Jakob Schurr (auch Johann Jacob Schurrer genannt[3]) erbaut, weist im Schlussstein aber Initialen auf, die in Verbindung gebracht werden mit seinem Schwager Johann Adam Groß dem Älteren.[4] Während und nach dem Zweiten Weltkrieg wurde die Anlage ausgebaut, instand gesetzt und beherbergte auf vier Etagen einen Mahlbetrieb. Seit 1987 steht die Neumühle unter Denkmalschutz.[5]
- um 1737: Pfarrhaus in Korb
- um 1737: Pfarrhaus in Großheppach
- um 1737: Pfarrhaus in Bezgenriet
- um 1737: Pfarrhaus in Lienzingen
- um 1737: Pfarrhaus in Ensingen
- 1745: Turmbau der Pfarrkirche in Königsbronn
- 1748: „Haus Sartor“ am Marktplatz 42 in Winnenden[6]
- 1748: Kirche[7] in Göppingen-Holzheim
- 1749–1750: Kirchturm der Pfarrkirche in Wildbad
- 1751: Umbau der evangelischen Pfarrkirche (St. Michael) Am Marktplatz 4 in Winterbach.[8]
- 1752: Erneuerung der Pfarrkirche in Boll
- 1753–1756: Pfarrkirche in Güglingen
- 1753–1756: Pfarrkirche in Würtingen
- 1755: Kirchturm der Pfarrkirche in Wolfschlugen
- 1755: Allerheiligenkapelle in Großbottwar
- 1756: Begutachtung des Kirchturms der Dorfkirche in Stetten im Remstal
- 1756: Erweiterung der Pfarrkirche in Mönsheim
- 1756: Lateinschule in Waiblingen